# Eldar Kurtanidze
Eldar „Luka” Kurtanidze (gruz. ელდარ-ლუკა კურტანიძე; ur. 16 kwietnia 1972) – gruziński zapaśnik walczący w stylu wolnym. Trzykrotny olimpijczyk. Brązowy medalista z Atlanty 1996 i Sydney 2000, a ósmy w Atenach 2004. Walczył kategoriach 90–97 kg.
Pięciokrotny medalista mistrzostw świata, złoty w 2002 i 2003. Zdobył dziesięć medali na mistrzostwach Europy w latach 1993 - 2006, w tym pięć złotych. Czwarty w Pucharze Świata w 2007 i dziewiąty w 2014. Wicemistrz świata w zapasach plażowych w 2009 roku.

## Lista zawodowych walk w MMA[2]
| Wynik     | Bilans | Przeciwnik (bilans przed walką) | Rozstrzygnięcie            | Runda | Czas | Rozgrywki            | Data       | Miejsce | Uwagi        |
| --------- | ------ | ------------------------------- | -------------------------- | ----- | ---- | -------------------- | ---------- | ------- | ------------ |
| Przegrana | 0-1    | Kazuyuki Fujita (13-5)          | Poddanie (ciosy pięściami) | 1     | 2:09 | Pride Shockwave 2006 | 31.12.2006 | Saitama | debiut w MMA |